# Sindals flygplats
Sindal flygplats (ICAO-kod EKSN) är en kommunalt skött flygplats strax norr om Sindal mellan Frederikshavn och Hjørring. Flygplatsen har inte reguljär trafik, utan närmaste sådan är Ålborgs flygplats. År 2022  nedklassades Sindal till ett flygfält på grund av nya EU-regler.

## Startbanan
Flygplatsens 1 199 meter långa och 30 meter bredda startbana är av asfalt och har bannummer 09 i västlig riktning och 27 i östlig riktning.

## Flygplatsens radio
Flygfältet är kopplad till en  radiokanal på frekvensen 118,75, den frekvens, som främst används   av flygplan som flyger till och från flygplatsen för att informera varandra om deras närvaro och avsikter. Flygplatsens torn är tidvis bemannat av en person som styr trafiken till och från flygplatsen. Utanför öppettiderna drivs flygplatsen som ett obemannat flygfält i luftrum-klass G.